# Käru
Käru era un comune rurale dell'Estonia centrale, nella contea di Järvamaa (prima del 2017 faceva parte della contea di Raplamaa). Il centro amministrativo era l'omonimo borgo (in estone alevik).
Nel 2017 è stato inglobato nel comune di Türi nella contea di Järvamaa.

## Geografia antropica
Oltre al capoluogo, il comune comprende 8 località (in estone küla): Jõeküla, Kädva, Kändliku, Kõdu, Kullimaa, Lauri, Lungu, Sonni.